# Juan Carlos Ayala Calvo
Juan Carlos Ayala Calvo (Hormilleja, 1961) es doctor en Ciencias Empresariales por la Universidad del País Vasco. Es catedrático de Economía Financiera y Contabilidad de la Universidad de La Rioja desde 1997, y rector de la universidad desde 2020.
Entre 2003 y 2010 fue director de la Revista Cuadernos de Gestión (2003-2010).
Como profesor, ha impartido cursos de Doctorado en la UPV/EHU y en la Universidad de La Rioja y ha participado como profesor colaborador en cursos de máster y posgrado de universidades como la de Salamanca y Zaragoza.
En ámbito de la gestión institucional, en la Universidad de La Rioja, fue director del Departamento de Economía y Empresa (2000-2004) y miembro del Consejo de Gobierno entre 1998 y 2004. El 2012 fue nombrado decano de la Facultad de Ciencias Empresariales de la Universidad y el 2020 rector de la universidad.
Interesado en la gestión de la empresa familiar, es fundador del grupo de investigación FEDRA, que analiza esta tipología empresarial y director de la Càtedra de empresa familiar desde el año 2000. También ha sido codirector de la Cátedra de Emprendedores (2003-2008). 
En el ámbito cívico, es patrono fundador y tesorero de la Fundación Emilio Soldevilla para el Desarrollo de la Economía de la Empresa (FESIDE),y ha sido director de la Asociación Riojana de la Empresa Familiar.